# NGC 6123
NGC 6123 is een spiraalvormig sterrenstelsel in het sterrenbeeld Draak. Het hemelobject werd in 1885 ontdekt door de Amerikaanse astronoom Lewis A. Swift.

## Synoniemen
- UGC 10333
- MCG 10-23-60
- ZWG 298.28
- KARA 734
- KAZ 67
- PGC 57729